# Marianne von Eschenburg

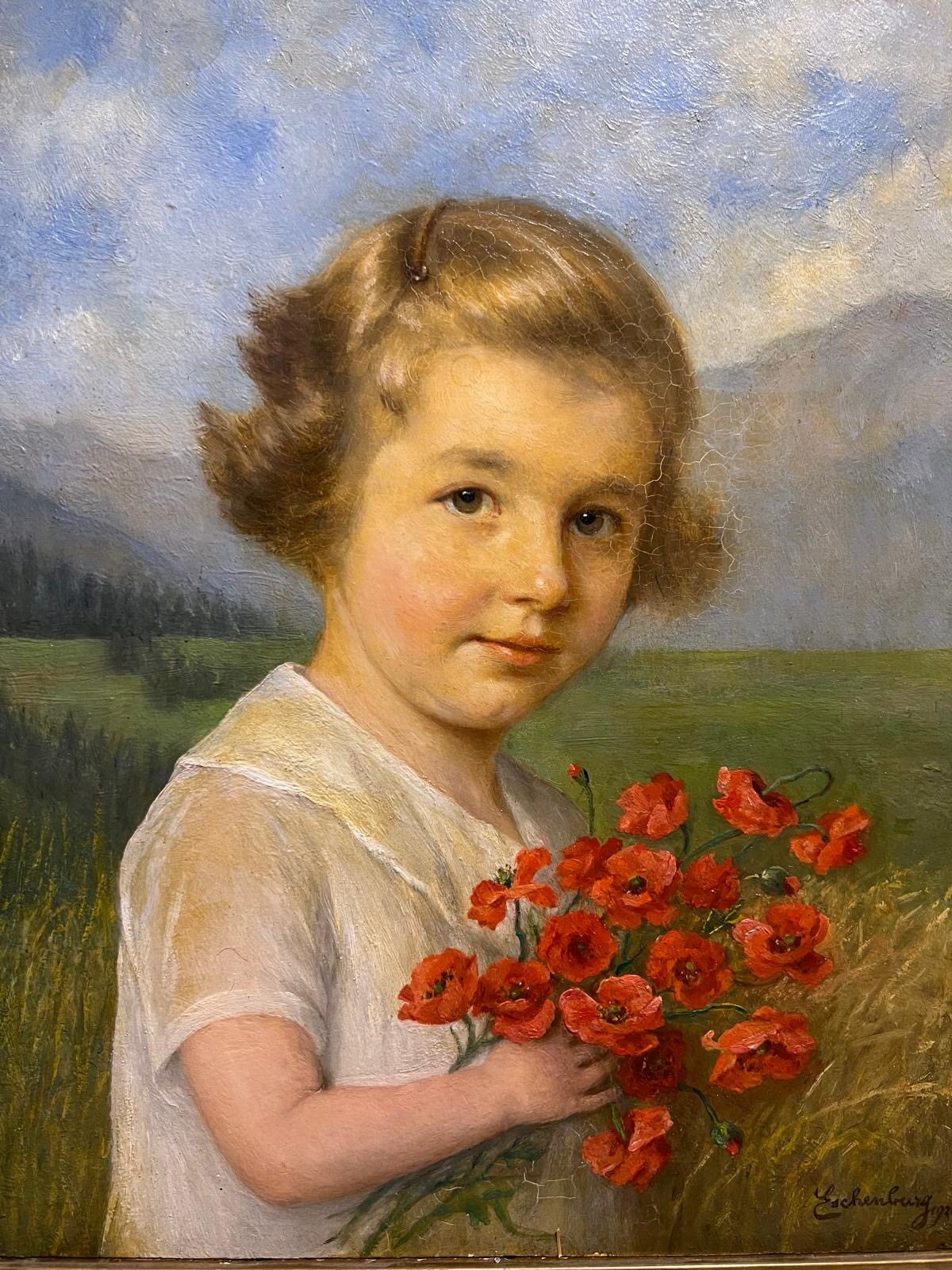
Mädchenporträt

Marianne Elisabeth Amalie Franziska von Eschenburg (verheiratet Purtscher) (* 18. April 1856 in Wien; † 28. Oktober 1937 ebenda) war eine österreichische Porträt- und Landschaftsmalerin, Schülerin ihres Onkels, des Historien-, Genre- und Freskenmalers Karl von Blaas.
Sie studierte Malerei in Paris bei Emile Auguste Carolus-Duran, Henri Martin und Elisa Koch. Ab 1880 war sie als Porträtistin tätig, malte auch Landschaften. 1885 wurde sie Mitbegründerin des Vereins der Schriftstellerinnen und Künstlerinnen Wien. 1901 wurde sie Mitglied der Gruppe „Acht Künstlerinnen“.